# Oldenburger Wall

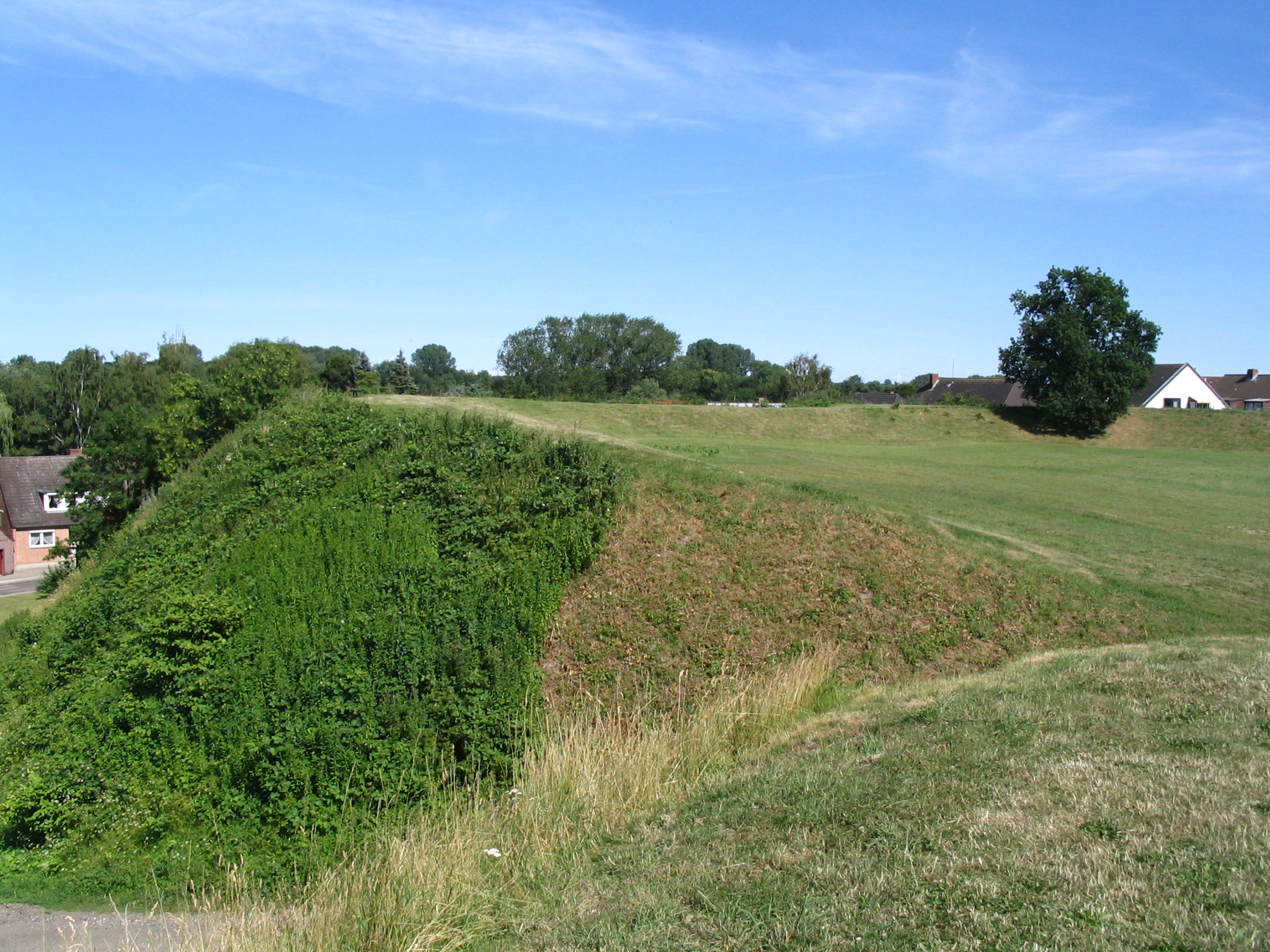
Oldenburger Wall

Der Oldenburger Wall ist der Rest einer slawischen – später holsteinischen – Befestigungsanlage in der Stadt Oldenburg in Holstein im Kreis Ostholstein in Schleswig-Holstein, die zu den bedeutendsten archäologischen Denkmälern in Schleswig-Holstein zählt. Die Anlage wurde von Karl Wilhelm Struve erstmals archäologisch erforscht und  dokumentiert. Der Oldenburger Wall ist der Ursprung der Stadt Oldenburg in Holstein.

## Lage

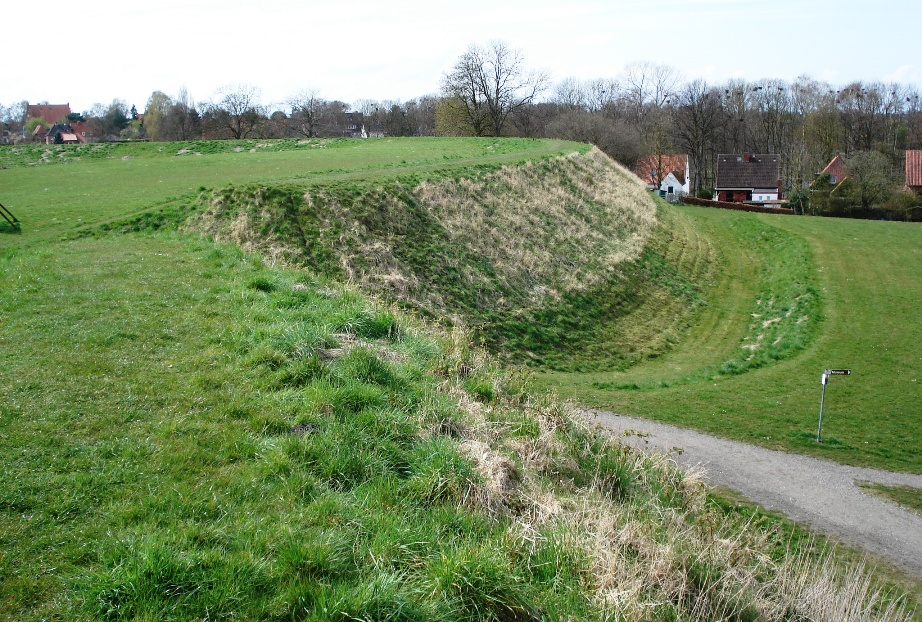
Der Oldenburger Wall (Nordseite)

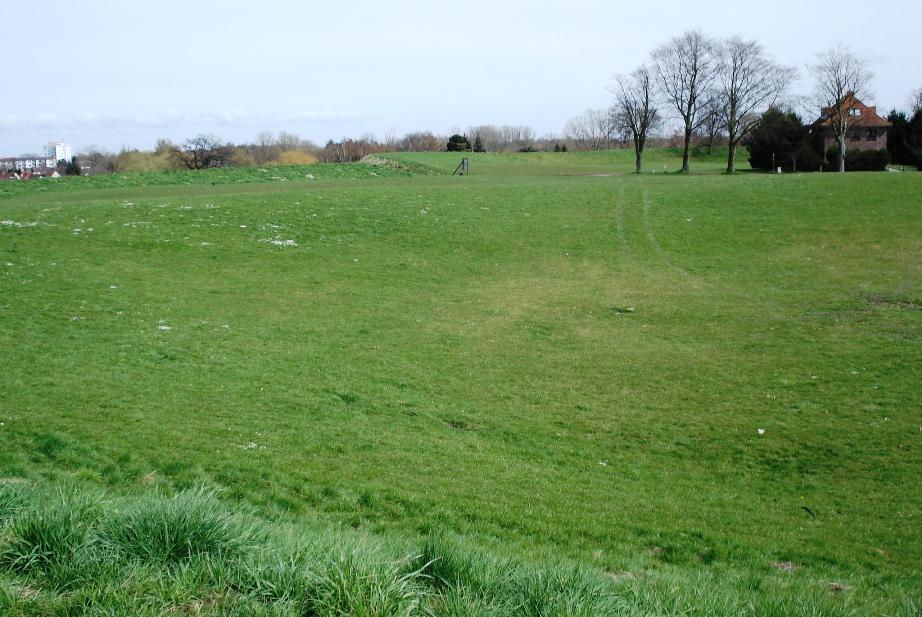
Die Innenfläche des Oldenburger Walls (in Richtung Osten)

Der Oldenburger Wall befindet sich am Rande einer zum Teil sehr feuchten Niederung, die von zahlreichen Wasserläufen durchzogen ist. Dabei handelt es sich um verlandete und trockengelegte Reste früher schiffbarer Wasserwege, die als Ausläufer des Oldenburger Grabens mit der Ostsee in Verbindung standen. Diese Lage ermöglichte einen umfangreichen Fernhandel, der die Burg und die sie umgebende Siedlung – genannt Starigard („Alte Burg“, daraus dann niederdeutsch „Olden Burg“) – zu einer der bedeutendsten Siedlungen im damaligen Ostseeraum machte.

## Beschreibung
Es handelt sich um die Reste einer (im letzten Ausbaustadium) ovalen Wallburganlage (in West-Ost-Richtung) von ca. 220 Metern Länge und ca. 100 Metern Breite, wobei die Wälle an der Nord-, Ost- und Westseite die Umgebung bis zu 18 Meter überragten. Im Süden geht das Gelände ohne merklichen Höhenunterschied in das Gelände der Innenstadt von Oldenburg über. Ein Gebäude befindet sich im inneren Bereich der Wallanlage. Die Wälle überragen die Innenfläche der Burg nur um wenige Meter.
Der Oldenburger Wall, die Funde der Ausgrabungen und die Lebenswelt der slawischen Einwohner werden im nahen Oldenburger Wallmuseum dokumentiert.
Errichtet wurde die Wallburg in für diese Zeit typisch slawischer Bauart aus mit Erde verfüllten Holzkastenkonstruktionen.

## Geschichte

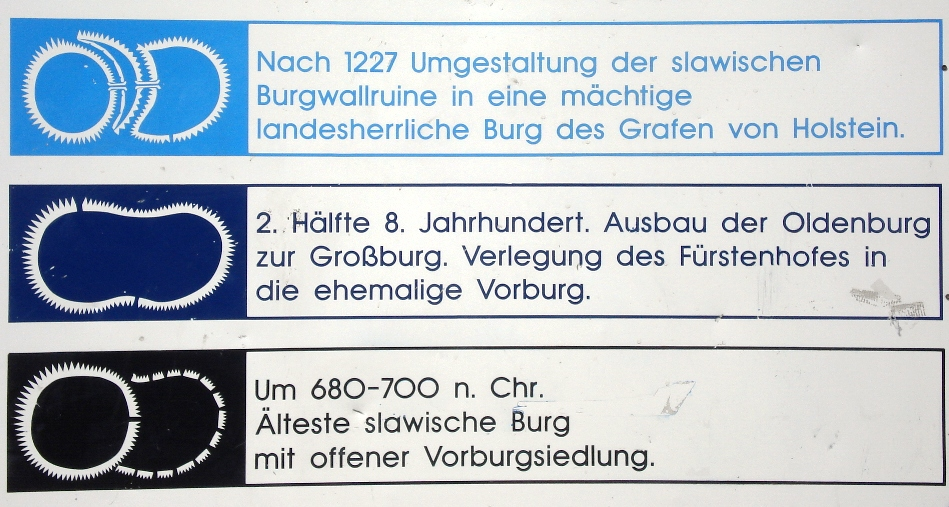
Darstellung der Bauphasen des Oldenburger Walls (auf der Informationstafel am Oldenburger Wall)

Der Oldenburger Wall wurde in mehreren Phasen ausgebaut/genutzt:
- Nach der Einwanderung slawischer (Abodriten/Wagrier) Stämme in das Gebiet des östlichen Holsteins wurde zwischen 680 und 700 (n. Chr.) ein Ringwall (der westliche Teil des Oldenburger Walles) angelegt, dem nach Osten eine Vorburg vorgelagert war.
- Nach 750 wurde die Vorburg wie die bisherige Hauptburg ausgebaut und dieser angefügt. Zu diesem Zeitpunkt wurde der slawische Fürstenhof in die ehemalige Vorburg verlegt.
- 1148/1149 wurde die Burg von Dänen unter Waldemar I. erobert und zerstört.
- Nach 1200 wurde durch den dänischen König Waldemar II. – nach der Schlacht bei Stellau – auf Resten der slawischen Befestigung eine neue Burg errichtet.
- 1227 fiel die Burg – infolge der Schlacht bei Bornhöved – an den Schauenburger Adolf IV. Diese Burg bestand aus einem von Gräben getrennten nördlichen und südlichen Teil, wobei zwischen beiden ein befestigter Streifen verblieb. Die drei Teile der Burg waren über Brücken verbunden.
- 1261 wurde die Burg (während der Auseinandersetzungen zwischen Graf Gerhard I. von Holstein-Itzehoe, Herzog Erich I. von Schleswig und König Erich V. von Dänemark) belagert und zerstört.

In den folgenden Jahrhunderten wurden keine neuen Befestigungen angelegt.
- Ab 1833 wurden große Teile des Walles eingeebnet.
- Zwischen 1953 und 1958 sowie 1973 bis 1986 wurde der Oldenburger Wall archäologisch untersucht.
- 1986/1987 wurde der Oldenburger Wall durch Erdauftrag auf die Wälle teilweise rekonstruiert.